# Мінерва Монтеро Перес
Мінерва Монтеро Перес (ісп. Minerva Montero Pérez; нар. 26 червня 1976, Лас-Пальмас-де-Гран-Канарія, Канарські острови) — іспанська борчиня вільного стилю і греплер, бронзова призерка чемпіонату світу з вільної боротьби, чемпіонка Європи з греплінгу.

## Життєпис
Боротьбою почала займатися з 1998 року.
Виступала за спортивний клуб «Santa Rita» Лас-Пальмас-де-Гран-Канарія. Тренер — Вісенте Касерес.

## Спортивні результати на міжнародних змаганнях

### Виступи на Чемпіонатах світу
| Змагання                        | Збірна  | Вагова категорія          | Місце  |
| ------------------------------- | ------- | ------------------------- | ------ |
| Чемпіонат світу з боротьби 1998 | Іспанія | жіноча боротьба, до 56 кг | 9      |
| Чемпіонат світу з боротьби 2000 | Іспанія | жіноча боротьба, до 56 кг | 8      |
| Чемпіонат світу з боротьби 2001 | Іспанія | жіноча боротьба, до 56 кг | 14     |
| Чемпіонат світу з боротьби 2002 | Іспанія | жіноча боротьба, до 55 кг | 20     |
| Чемпіонат світу з боротьби 2003 | Іспанія | жіноча боротьба, до 55 кг | 21     |
| Чемпіонат світу з боротьби 2005 | Іспанія | жіноча боротьба, до 55 кг | 5      |
| Чемпіонат світу з боротьби 2006 | Іспанія | жіноча боротьба, до 55 кг | Бронза |
| Чемпіонат світу з боротьби 2009 | Іспанія | жіноча боротьба, до 55 кг | 23     |
| Чемпіонат світу з боротьби 2010 | Іспанія | жіноча боротьба, до 55 кг | 20     |
| Чемпіонат світу з боротьби 2011 | Іспанія | жіноча боротьба, до 55 кг | 32     |

### Виступи на Чемпіонатах Європи
| Змагання                          | Збірна  | Вагова категорія                     | Місце  |
| --------------------------------- | ------- | ------------------------------------ | ------ |
| Чемпіонат Європи з боротьби 1999  | Іспанія | жіноча боротьба, до 56 кг            | 9      |
| Чемпіонат Європи з боротьби 2001  | Іспанія | жіноча боротьба, до 56 кг            | 6      |
| Чемпіонат Європи з боротьби 2002  | Іспанія | жіноча боротьба, до 55 кг            | 8      |
| Чемпіонат Європи з боротьби 2003  | Іспанія | жіноча боротьба, до 55 кг            | 8      |
| Чемпіонат Європи з боротьби 2005  | Іспанія | жіноча боротьба, до 55 кг            | 8      |
| Чемпіонат Європи з боротьби 2006  | Іспанія | жіноча боротьба, до 55 кг            | 9      |
| Чемпіонат Європи з боротьби 2007  | Іспанія | жіноча боротьба, до 55 кг            | 12     |
| Чемпіонат Європи з боротьби 2010  | Іспанія | жіноча боротьба, до 55 кг            | 12     |
| Чемпіонат Європи з греплінгу 2015 | Іспанія | греплінг з кімоно, жінки, до 58 кг   | Золото |
| Чемпіонат Європи з греплінгу 2015 | Іспанія | греплінг без кімоно, жінки, до 58 кг | Золото |

### Виступи на інших змаганнях
| Змагання                                                        | Збірна  | Вагова категорія          | Місце  |
| --------------------------------------------------------------- | ------- | ------------------------- | ------ |
| Austrian Ladies Open 2001                                       | Іспанія | жіноча боротьба, до 56 кг | Срібло |
| Середземноморські ігри 2001                                     | Іспанія | жіноча боротьба, до 56 кг | Срібло |
| Гран-прі Німеччини з боротьби 2003                              | Іспанія | жіноча боротьба, до 55 кг | Бронза |
| Олімпійський кваліфікаційний турнір з боротьби 2004 (Туніс)     | Іспанія | жіноча боротьба, до 55 кг | 9      |
| Олімпійський кваліфікаційний турнір з боротьби 2004 (Мадрид)    | Іспанія | жіноча боротьба, до 55 кг | 27     |
| Міжнародний меморіал Дейва Шульца 2005                          | Іспанія | жіноча боротьба, до 55 кг | 5      |
| Гран-прі Німеччини з боротьби 2005                              | Іспанія | жіноча боротьба, до 55 кг | Бронза |
| Середземноморські ігри 2005                                     | Іспанія | жіноча боротьба, до 55 кг | 4      |
| Гран-прі Німеччини з боротьби 2006                              | Іспанія | жіноча боротьба, до 55 кг | Срібло |
| Austrian Ladies Open 2006                                       | Іспанія | жіноча боротьба, до 55 кг | Бронза |
| Гран-прі Німеччини з боротьби 2007                              | Іспанія | жіноча боротьба, до 55 кг | Бронза |
| Austrian Ladies Open 2007                                       | Іспанія | жіноча боротьба, до 55 кг | 12     |
| Олімпійський кваліфікаційний турнір з боротьби 2008 (Едмонтон)  | Іспанія | жіноча боротьба, до 55 кг | 23     |
| Олімпійський кваліфікаційний турнір з боротьби 2008 (Хапаранда) | Іспанія | жіноча боротьба, до 55 кг | 10     |
| Austrian Ladies Open 2010                                       | Іспанія | жіноча боротьба, до 55 кг | Бронза |
| Турнір міста Сассарі 2011                                       | Іспанія | жіноча боротьба, до 55 кг | Золото |
| Austrian Ladies Open 2011                                       | Іспанія | жіноча боротьба, до 55 кг | Срібло |
| Гран-прі Іспанії з боротьби 2011                                | Іспанія | жіноча боротьба, до 55 кг | 8      |
| Відкритий чемпіонат Польщі з боротьби 2011                      | Іспанія | жіноча боротьба, до 55 кг | 10     |
| Золотий Гран-прі з боротьби 2012 (Кліппан )                     | Іспанія | жіноча боротьба, до 55 кг | 11     |
| Олімпійський кваліфікаційний турнір з боротьби 2012 (Софія)     | Іспанія | жіноча боротьба, до 55 кг | 12     |
| Олімпійський кваліфікаційний турнір з боротьби 2012 (Тайюань)   | Іспанія | жіноча боротьба, до 55 кг | 15     |